# Jonathan Pryce
Sir Jonathan Pryce, CBE (rozený John Price, * 1. června 1947 Holywell, Wales) je velšský herec a zpěvák. V sedmdesátých letech se věnoval převážně divadlu. Od poloviny sedmdesátých let hrál i různé menší role ve filmech, ale až v roce 1985 se představil v hlavní roli ve filmu Brazil. Hrál ve třech původních filmech série Piráti z Karibiku postavu guvernéra Weatherbyho Swanna. Mimo jiné hrál i postavu Nejvyššího vrabčáka v HBO seriálu Hra o trůny, nebo nejnověji papeže Františka ve filmu Dva papežové. Od roku 1974 je jeho manželkou herečka Kate Fahy.

## Život
Jonathan Pryce se narodil jako nejmladší potomek Margaret Ellen, rozené Williamsová, a Isaaca Price, pod jménem John Price. Je nejmladším ze tří dětí tohoto páru. Narodil se v malé vesničce Carmel ve velšském hrabství Flintshire. Studoval na tehdejším gymnáziu Holywell (v současné době se jedná o střední školu). V šestnácti pak přestoupil na uměleckou školu a následně studoval pedagogickou školu. Během studií navštěvoval i několik divadelních kroužků. Když nastoupil k Equity, Asociaci britských herců, změnil si jméno na Jonathan Pryce, jelikož v záznamové knize nemůže být vedeno více lidí se stejným jménem.
Lektor Prycovi navrhl, aby si podal žádost na Královskou akademii dramatických umění. Jonathan nakonec získal stipendium a na školu se dostal. Sám Jonathan Pryce patří mezi členy tzv. „nové vlny“ (new wave), což jsou herci, kteří v určitém období dokončili Královskou akademii dramatických umění a rozhodli se dále věnovat herectví. Mezi další zástupce této skupiny patří například Bruce Payne, Juliet Stevenson, Alan Rickman, Anton Lesser , Kenneth Branagh nebo Fiona Shaw.
Při nacvičování v divadle roku 1972 se setkal s Kate Fahy. S tou později založil rodinu a přestěhoval se s ní do dobu v Londýně. Pár má tři děti; Patricka (*1983), Gabriela (*1986) a Phoebe (*1990). V roce 2009 byl Pryce oceněn Řádem britského impéria.

## Kariéra
Prycova první velká role byla v divadle a jednalo se o roli ve hře Hamlet. Jeho první filmová role přišla roku 1976 a to v podobně snímku Stuarta Rosenberga s názvem Pouť zatracených. Již rok předtím ale hrál vedlejší roli v televizním pořadu Daft As A Brush. Následovalo mnoho vedlejších rolí v seriálech i filmech. Nakonec se roku 1985 dočkal hlavní role a to ve filmu Brazil režiséra Terryho Gilliama. Film byl natočen na motivy románu George Orwella. V následujících letech si střihl vedlejší role v dalších filmech, zahrál si mimo jiné i s herci jako je Al Pacino (Konkurenti) nebo Michelle Pfeifferová (Věk nevinnosti). Roku 1995 dostal hlavní roli ve francouzsko-britském filmu Plameny lásky režiséra Christophera Hamptona. O rok později si zahrál po boku Madonny a Antonia Banderase ve snímku Evita (režisér Alan Parker). Rok 1997 mu přinesl i hlavní roli ve filmu Zítřek nikdy neumírá, kde si zahrál s Piercem Brosnanem (režie Roger Spottiswoode). S Georgem Cloonym se pak seznámil ve filmu Tvrdé palice. Z modernějších filmů se pak objevil v Pirátech z Karibiku a od roku 2015 se pravidelně objevuje jako Nejvyšší vrabčák v seriálu Hra o trůny. Roku 2011 se také objevil ve filmu režisérky Tanyi Wexlerové; Vrtěti ženou.

## Filmografie
| Rok  | Název                                                 | Role                      | Poznámky |
| ---- | ----------------------------------------------------- | ------------------------- | --- |
| 1976 | Pouť zatracených                                      | Joseph Manasse            | Vedlejší role |
| 1980 | Breaking Glass                                        | Ken                       | Vedlejší role |
| 1981 | Bankovní loupež                                       | Taylor                    | Vedlejší role |
| 1983 | The Ploughman's Lunch                                 | James Penfield            | Vedlejší role |
| 1983 | Something Wicked This Way Comes                       | Mr. Dark                  | Nominován na cenu Saturn za nejlpšího herce ve vedlejší roli                                                                                   |
| 1985 | Doktor a ďáblové                                      | Robert Fallon             | Hlavní role |
| 1985 | Brazil                                                | Sam Lowry                 | Hlavní role |
| 1986 | Jumpin' Jack Flash                                    | Jack                      | Vedlejší role |
| 1986 | Strašidelné líbánky                                   | Charles Abbot             | Hlavní role |
| 1987 | Muž na mušce                                          | Michael                   | Vedlejší role |
| 1988 | Sžíravá vášeň                                         | Mr Farris                 | Hlavní role |
| 1988 | Dobrodružství Barona Prášila                          | Horatio Jackson           | Vedlejší role |
| 1989 | Akce Rachel                                           | Norman                    | Hlavní role |
| 1992 | Konkurenti                                            | James Lingk               | Festivalem Valladolid International Film Festival vyhlášen jako nejlepší herec                                                                 |
| 1992 | Žabák Freddie                                         | Trilby                    | Dabing |
| 1993 | Věk nevinnosti                                        | Rivière                   | Vedlejší role |
| 1994 | Nakupování                                            | Conway                    | Vedlejší role |
| 1994 | Obchodní záležitost                                   | Alec Bolton               | Hlavní role |
| 1994 | Skřítek v Central Parku                               | Alan                      | Dabing |
| 1994 | Vraždit je snadné                                     | Dr. Ted Philips           | Vedlejší role |
| 1995 | Plameny lásky                                         | Lytton Strachey           | Nominace na cenu BAFTA za nejlepšího herce v hlavní roli Ocenění Evening Standard British Film Awards za nejlepšího herce                      |
| 1996 | Evita                                                 | Juan Perón                | Hlavní role |
| 1997 | Za přední linií                                       | William Rivers            | Nominován na British Independent Film Award za nejlepší výkon britského herce Nominován na Genie Award za nejlepší herecký výkon v hlavní roli |
| 1997 | Zítřek nikdy neumírá                                  | Elliot Carver             | Hlavní role |
| 1998 | Ronin                                                 | Seamus O'Rourke           | Vedlejší role |
| 1999 | The Book That Wrote Itself                            | ?                         | Vedlejší role |
| 1999 | Comic Relief: Doctor Who and the Curse of Fatal Death | The Master                | Vedlejší role |
| 1999 | Stigmata                                              | Kardinál Houseman         | Nominován na Blockbuster Entertainment Award za vedlejší roli                                                                                  |
| 2001 | Aféra s náhrdelníkem                                  | Kardinál Louis de Rohan   | Hlavní role |
| 2001 | Nevěsta větru                                         | Gustav Mahler             | Hlavní role |
| 2002 | Žít naplno                                            | Victor Fox                | Vedlejší role |
| 2003 | Piráti z Karibiku: Prokletí Černé perly               | Weatherby Swann           | Vedlejší role |
| 2003 | Co ta holka chce                                      | Alistair Payne            | Vedlejší role |
| 2004 | De-Lovely                                             | Gabriel                   | Vedlejší role |
| 2005 | Kletba bratří Grimmů                                  | Vavarin Delatombe         | Vedlejší role |
| 2005 | Nový svět                                             | Král Jakub                | Vedlejší role |
| 2005 | Spojeni navždy                                        | Henry Couling             | Vedlejší role |
| 2006 | Piráti z Karibiku: Truhla mrtvého muže                | Weatherby Swann           | Vedlejší role |
| 2006 | Renesance                                             | Paul Dellenbach           | Dabing |
| 2007 | Piráti z Karibiku: Na konci světa                     | Weatherby Swann           | Vedlejší role |
| 2007 | Měsíc a hvězdy                                        | Davide Reiti              | Hlavní role |
| 2008 | Pohádky na dobrou noc                                 | Frazier                   | Vedlejší role |
| 2008 | Tvrdé palice                                          | Davide Reiti              | Vedlejší role |
| 2009 | G. I. Joe                                             | Americký prezident/Zartan | Vedlejší role |
| 2009 | Spiknutí: Echelon                                     | Mueller                   | Vedlejší role |
| 2011 | Vrtěti ženou                                          | Robert Dalrymple          | Vedlejší role |
| 2011 | Město mafie                                           | ?                         | Vedlejší role |
| 2013 | G.I. Joe 2: Odveta                                    | Americký prezident/Zartan | Vedlejší role |
| 2014 | Listen Up Philip                                      | Ike Zimmerman             | Vedlejší role |
| 2014 | Spása                                                 | Major Keane               | Vedlejší role |
| 2015 | Dáma ve zlatém                                        | Soudce William Rehnquist  | Vedlejší role |
| 2015 | Dough                                                 | Nat                       | Hlavní role |
| 2017 | Léčitel                                               | Raymond Heacock           | |
| 2017 | Žena                                                  | Joe Castleman             | |
| 2018 | Muž, který zabil Dona Quijota                         | Javier Sanchez/Don Quijot | |
| 2019 | Dva papežové                                          | papež František           | Nominace – Oscar v kategorii nejlepší herec |
| 2022 | Všechny staré nože                                    | Bill Compton              | |
| 2022 | Vánoční koleda: Muzikál                               | Jacob Marley (hlas)       | |
| 2023 | Jeden život                                           | Martin Blake              | |
| 2025 | Vilém Tell                                            | Attinghausen              | |

### Televize
| Rok       | Název                   | Role                | Poznámky    |
| --------- | ----------------------- | ------------------- | ----------- |
| 1997      | Biblické příběhy: David | Saul                | TV film     |
| 2001      | Viktorie a Albert       | Leopold I. Belgický | TV film     |
| 2015      | Wolf Hall               | Thomas Wolsey       | 4 díly      |
| 2015–2016 | Hra o trůny             | Nejvyšší vrabčák    | 12 dílů     |
| 2016      | Očím skryté             | Patrick Brontë      | TV film     |
| 2017      | Taboo                   | Stuart Strange      | 8 dílů      |
| 2020      | Příběhy nekonečna       | Russ                |             |
| 2022–2023 | Koruna                  | princ Filip         | hlavní role |
| 2022–2024 | Slow Horses             | David Cartwright    |             |
| 2024      | Problém tří těles       | Mike Evans          |             |